# Padma Tholi
I Padma Tholi sono una struttura geologica della superficie di Venere.